# زوج اجباری
زوج اجباری (به هندی: Jabariya Jodi) فیلمی محصول سال ۲۰۱۹ و به کارگردانی پاراشانت سینگ است. در این فیلم بازیگرانی همچون سیدهارث مالهوترا، پرینیتی چوپرا، جاوید جعفری، سانجی میشرا، روسلان ممتاز، شبا چادها ایفای نقش کرده‌اند.